# ۲ قلب (ترانه کایلی مینوگ)
«۲ قلب» تک‌آهنگی از هنرمند اهل استرالیا کایلی مینوگ است که در ۹ نوامبر ۲۰۰۷ منتشر شد.
این تک‌آهنگ در چارت‌های استرالیا، اسپانیا در رتبه اول و در چارت‌های، ایتالیا، اسکاتلند، سوئد، بریتانیا، نروژ جزو ده ترانه اول قرار گرفت.